# Brasilsat
Brasilsat é um grupo de satélites brasileiros, inicialmente operados pela antiga empresa estatal Embratel e posteriormente por uma de suas subsidiárias, a Embratel Star One, destinados a fornecer comunicações via satélite, principalmente para o Brasil.

## Histórico
Tudo começou nos jogos da Seleção Brasileira de Futebol quando de sua classificação para a Copa do Mundo de Futebol da Espanha de 1982. Dois jogos da seleção na América Latina, que deveriam ser transmitidos à noite, em rede nacional, não conseguiram obter espaço no satélite que a Embratel utilizava, o satélite Intelsat. Apenas foram retransmitidas as locuções dos jogos, sem as imagens. A partir deste episódio, se iniciou o debate da necessidade do Brasil dispor de um satélite exclusivo para as suas comunicações. No final de setembro, a Bandeirantes foi contemplada e em dezembro, quase na virada de 1982 para 1983, foi a vez da Rede Globo de ser contemplada.
Finalmente em 1985, o Brasil lançou seu primeiro satélite doméstico de comunicação, denominado de Brasilsat, ou mais formalmente denominado de Brasilsat A1. O satélite foi fabricado pela empresa Spar Aerospace Ltd., do Canadá, sob licença da Hughes Space. Com uma associação de dezenas de estações terrestres de recepção e transmissão de micro-ondas, o Brasilsat A1 se destinava a fornecer serviços de telefonia, televisão, radiodifusão e transmissão de dados para todo o país. As emissoras de televisão do Brasil contempladas pelo fato, foram o SBT e a Rede Manchete, que puderam transmitir suas programações em rede nacional, via satélite.
No ano seguinte, em 1986, foi lançado o Brasilsat A2, um satélite idêntico ao primeiro, com condições de atender também a usuários da América do Sul.
Aproximando-se do final da vida útil dos satélites da primeira geração, em 1994 foi posto em órbita o Brasilsat B1 e, no ano seguinte, o Brasilsat B2, com alguns canais destinados aos países do Mercosul. Esses novos satélites de comunicação eram maiores e mais poderosos que os satélites da geração anterior.
Em fevereiro de 1998, ocorreu o lançamento do satélite Brasilsat B3, com o qual algumas cidades da Amazônia, que ainda não tinham comunicação via satélite, ficaram conectadas ao Brasil e ao mundo.
Porém, em 29 de julho de 1998, a empresa Embratel foi privatizada e, em 2000, a área de satélites da Embratel transformou-se numa subsidiária denominada Star One (atual Embratel Star One), e esta estabeleceu uma joint venture com a Société Européenne des Satellites ses-Global. O satélite Brasilsat B4 foi lançado em 17 de agosto de 2000. Este foi o último satélite a receber a denominação Brasilsat e, os satélites seguintes da empresa passaram a ser designados de Star One.
Em 14 de novembro de 2007 foi lançado o satélite Star One C1 que substituiria originalmente o Brasilsat B2, e em 18 de abril de 2008 a Star One lançou o Star One C2. Estes satélites fazem parte da estratégia de renovação da frota de satélites da Star One, e substituição para os satélites Brasilsat B3, B4 e B2, que se aproximavam do final de suas vidas úteis.
O Star One C1 e o Star One C2 trabalham com as Bandas C e Ku e X, têm polarização linear e capacidades de 28 transponders em banda C, um em banda X e 16 em banda Ku, e uma vida útil de 15 anos.
O satélite Star One C12 está sobre o oceano Atlântico, na posição 37,5 graus oeste, permitindo comunicações intercontinentais entre as Américas, Europa e África.
O satélite Star One C3 substituiu o Brasilsat B3 na gama dos satélites de comunicações, pois este estava no fim da vida útil.
Os novos satélites possibilitaram o aumento da capacidade disponível, a expansão geográfica da abrangência de atuação e a oferta de novos serviços em banda Ku, assim acelerando o processo de internacionalização dos serviços via satélite da Embratel.
Pela atual estratégia da Embratel Star One, a denominação Brasilsat deverá desaparecer e entrar em seu lugar somente o termo Star One.

## Satélites
| Satélite     | Fabricante     | Veículo de lançamento | Data do lançamento      | Estado                        |
| ------------ | -------------- | --------------------- | ----------------------- | ----------------------------- |
| Brasilsat A1 | Spar Aerospace | Ariane 3              | 8 de fevereiro de 1985  | Retirado em março de 2002     |
| Brasilsat A2 | Spar Aerospace | Ariane 3              | 28 de março de 1986     | Retirado em fevereiro de 2004 |
| Brasilsat B1 | Hughes         | Ariane 44LP           | 10 de Agosto de 1994    | Retirado em dezembro de 2010  |
| Brasilsat B2 | Hughes         | Ariane 44LP           | 28 de março de 1995     | Retirado em junho de 2018     |
| Brasilsat B3 | Hughes         | Ariane 44LP           | 04 de fevereiro de 1998 | Retirado em agosto de 2018    |
| Brasilsat B4 | Hughes         | Ariane 44LP           | 17 de agosto de 2000    | Ativo em órbita inclinada     |